# Federação Sueca de Handebol
Federação Sueca de Handebol (em sueco:  Svenska Handbollförbundet) (SHF) é o órgão responsável pela organização dos eventos e representação dos atletas de handebol da Suécia. Foi fundada em 1930 e integra a Confederação Sueca de Esportes (em sueco:  Riksidrottsförbundet, RF), o Comitê Olímpico da Suécia (em sueco:  Sveriges Olympiska Kommitté, SOK), a Federação Europeia de Handebol (FEH) e a Federação Internacional de Handebol (FIH). A sede da Federação sueca fica na capital do país, Estocolmo.